# Weingut Knipser
Das Weingut Knipser ist ein Weinbaubetrieb in Laumersheim im Weinbaugebiet Pfalz. Es bewirtschaftet rund 80 Hektar Rebfläche und ist seit 1993 Mitglied des Verbands Deutscher Prädikatsweingüter (VDP).

## Geschichte
Die Familie Knipser, die ihre Ursprünge nach Südtirol zurückführt, kann auf eine lange Weinbautradition zurückblicken. Der bereits 1876 gegründete Familienbetrieb wird heute von den Brüdern Volker und Werner Knipser sowie dessen Sohn Stephan geleitet. Die beiden Letztgenannten sind als Kellermeister tätig. Mit einer Jahresproduktion von 400.000 Flaschen gehört das Weingut zu den größten der Pfalz.
Als bestes Weingut der Pfalz neben dem Weingut Ökonomierat Rebholz – so sieht es der Gault-Millau WeinGuide – nimmt es auch auf nationaler Ebene einen Spitzenplatz ein. Vor allem im Bereich der Rotweine zählen die Erzeugnisse des Weinguts Knipser zur Spitze, allerdings wird vom Gault-Millau auch bescheinigt, mit „Allrounder“-Fähigkeiten „in nahezu allem […] bundesweit zur Spitze zu gehören“. Dies schlägt sich in der Bewertung mit 5 von 5 möglichen Trauben nieder.

## Lagen und Rebsorten
Auf einer Gesamtrebfläche von rund 80 ha, die sich auf Kalkstein- und Kalkmergelböden verteilen, werden zu 28 % Spätburgunder- und zu 20 % Riesling-Reben angebaut. Weitere 9 % nimmt Merlot, 8 % Chardonnay ein. 6 % entfallen auf Dornfelder. Die restlichen 22 % verteilen sich auf verschiedene andere Rebsorten.
Die Rebflächen des Weinguts befinden sich auf dem Gebiet der Städte Laumersheim, Großkarlbach und Dirmstein. Als besondere Lagen sind hier der Laumersheimer Mandelberg und Kirschgarten, der Großkarlbacher Burgweg sowie der Dirmsteiner Mandelpfad hervorzuheben. Alle Rotweine werden im Barrique ausgebaut.